# ديريك سميث (لاعب هوكي الجليد كندي)
ديريك سميث هو لاعب هوكي الجليد كندي، ولد في 31 يوليو 1954 في كيبك في كندا.

## وصلات خارجية
- ديريك سميث على موقع دوري الهوكي الوطني (الإنجليزية)
- ديريك سميث على موقع EliteProspects.com (الإنجليزية)
- ديريك سميث على موقع HockeyDB.com (الإنجليزية)
- ديريك سميث على موقع Hockey-Reference.com (الإنجليزية)